# John de Ros, VII barón de Ros
John de Ros, VII barón de Ros de Helmsley (c. 1397 – 22 de marzo de 1421) fue un noble inglés.
Fue el hijo mayor de William de Ros, VI barón de Ros y Margaret FitzAlan, hija de John FitzAlan, I barón Arundel y Eleanor Maltravers (m. 3 de julio de 1438),  nieta  y coheredera de John Maltravers, I barón Maltravers.
Sirvió como soldado de Enrique V de Inglaterra durante la Guerra de los Cien Años. Seis años después de la batalla de Agincourt, John participó en la batalla de Baugé. John se encontraba entre las bajas, junto a su hermano William, Tomás de Lancaster, duque de Clarence y gobernador de Normandía, entre otros.

## Matrimonio
John de Ros  se casó con Margery le Despenser, hija y heredera de Philip le Despenser, II barón le Despenser, pero no hubo descendencia del matrimonio. Tras enviudar de John, Margery se casó con Roger Wentworth (m. 24 de octubre de 1452), escudero e hijo menor de  John Wentworth de Elmsall, Yorkshire. Aunque este matrimonio fue próspero y tuvo descendencia, se condenó a Margery a pagar £1000 por el deshonor de esta unión.